# Agnesiella nitobella
Agnesiella nitobella är en insektsart som först beskrevs av Matsumura 1932.  Agnesiella nitobella ingår i släktet Agnesiella och familjen dvärgstritar.
Artens utbredningsområde är Taiwan. Inga underarter finns listade i Catalogue of Life.